# Pierre Soubeyran
Pierre Soubeyran (* 6. November 1706 in Genf; † 12. April 1775 ebenda) war ein genfer-französischer Graveur, Kupferstecher und Mitarbeiter der Encyclopédie.

## Leben und Wirken
Pierre Soubeyran war der Sohn des Schlossers, serrurier Pierre Soubeyran sen., einem hugenottischen Flüchtling aus Sauve, Languedoc und seiner Ehefrau Pernette de Bourdeau. Durch Daniel Gardelle (1679–1753) aus Genf, dem Bruder des Genfer Maler und Kupferstechers Robert Gardelle erhielt er seine erste graphische Ausbildung. Durch seine Förderer wurde er 1730 zu weiteren Ausbildung nach Paris geschickt. Jean-Jacques Burlamaqui (1694–1748) ermutigte ihn zu einer Ausbildung als Radierer in Paris, wo er dann von 1742 bis 1749 der Académie royale des sciences angehörte. Zeitweise erhielt er auch durch Georg Friedrich Schmidt in Paris Unterricht.
In Paris erwarb er eine solide Reputation. Soubeyran zählte bald zu den qualifiziertesten Kupferstechern seiner Zeit.
Am 14. Mai 1748 wurde er als Leiter der öffentlichen Zeichenschule in Genf, École publique de dessin de Genève die 1751 öffnete, berufen.
Für die Encyclopédie von Denis Diderot und Jean Baptiste le Rond d’Alembert schrieb er einen Artikel.
Mit seinem Cousin, dem Jean-Pierre Soubeyran (1708–1774), einem Miniaturmaler wird Pierre Soubeyran häufig verwechselt.

## Werke (Auswahl)
Die wichtigsten Drucke sind:
- La Conversion de saint Bruno, nach Lesueur
- La Belle villageoise, von Boucher
- Portrait de Pierre le Grand, nach Caravage
- Une jeune fille devant son miroir, von Natoire
- Six Paysages de Lucas van Uden.
- La plupart des planches du Traité des pierres antiques de Mariette, nach Bouchardon
- des vignettes pour la Galerie de Versailles, von Massé etc.